# Lâu đài Fontainebleau
Lâu đài Fontainebleau (tiếng Pháp: Château de Fontainebleau) là một lâu đài có kiến trúc Phục Hưng nằm tại thành phố Fontainebleau của Pháp. Là dinh thự hoàng gia của nước Pháp từ thời vua François I tới thời hoàng đế Napoléon III, Fontainebleau đã lưu giữ dấu ấn của rất nhiều Triều đại và hoàng đế nước Pháp trong kiến trúc và các di tích của lâu đài. Với ý nghĩa lịch sử đặc biệt như vậy, lâu đài Fontainebleau gồm cung điện và công viên đã được UNESCO xếp hạng là Di sản thế giới năm 1981.

## Lịch sử
Tòa lâu đài đầu tiên xây dựng ở Fontainebleau là vào năm 1137, sau được nới rộng thêm dưới triều vua Saint Louis (1214 - 1270) và đến thời vua François I (1494 - 1547) thì lâu đài được tân trang theo kiến trúc Phục Hưng và dùng mô típ này làm gốc. Để xây dựng lâu đài mới, hầu như toàn bộ phần công trình cũ được François I ra lệnh phá đi chỉ trừ các vọng lâu (donjon) trong sân Ovale. Thay thế vào đó, nhà vua cho mời các họa sĩ người Ý tới phụ trách việc xây dựng và trang trí lâu đài. Nhà vua còn đích thân đến thị sát thường xuyên, theo dõi tiến trình xây dựng. 

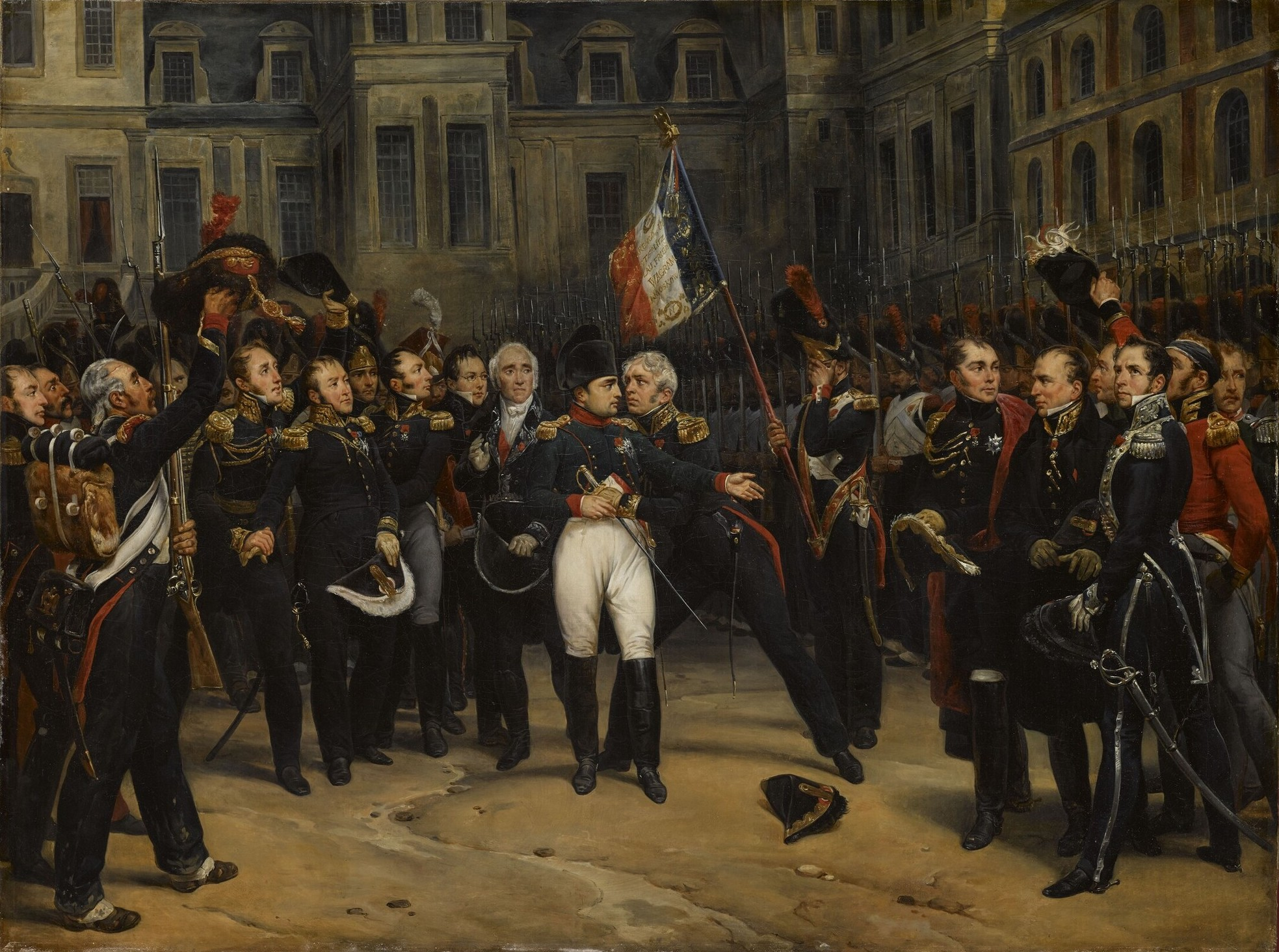
Đội cận vệ hoàng gia chào từ biệt Napoléon tại Fontainebleau, tranh của Antoine Alphonse Montfort

Với mong muốn biến Fontainebleau thành một nơi lưu giữ những kiệt tác của thời kì Phục Hưng, François I đã cho sưu tầm các tác phẩm nghệ thuật và ra lệnh làm mới nhiều tác phẩm khác phỏng theo các mẫu đồ cổ Ý. Phần trang trí của lâu đài được giao cho một người Ý là Rosso Fiorentino, vì vậy đôi khi lâu đài Fontainebleau được gọi là "Nouvelle Rome" (Roma mới) còn trường phái Fontainebleau thì trở nên phổ biến ở khắp Tây Âu. Lâu đài Fontainebleau được hoàn thành dưới thời vua Henri II, con trai của François I, và tiếp tục được mở rộng dưới thời vua Henri IV làm cho lâu đài có thể tiếp nhận cùng lúc gần 1000 người. Một sân chơi jeu de paume của hoàng gia cũng được xây dựng trong lâu đài để đức vua có thể chơi trò thể thao quý tộc này ngay tại Fontainebleau. Ông vua nổi tiếng Louis Mặt Trời tuy đã cho xây dựng riêng lâu đài Versailles tráng lệ nhưng vẫn yêu thích Fontainebleau và cho xây dựng thêm một nhà hát tại đây.
Trong thời gian Cách mạng Pháp nổ ra, toàn bộ đồ đạc của Fontainebleau bị mang đi, lâu đài trở thành trại lính và sau đó là nhà tù. Năm 1804 hoàng đế Napoléon đã khôi phục lại vị thế của Fontainebleau khi trang bị lại đồ đạc, thường xuyên tổ chức các buổi hòa nhạc hoặc diễn kịch và cũng tiến hành các công việc cai trị nước Pháp từ lâu đài. Chính tại lâu đài này Napoléon đã ký tuyên bố thoái vị năm 1814. Trong thế kỉ 19, hôn thê của Napoléon III là Eugénie thường xuyên tổ chức các buổi tối vui chơi tại nhà hát nhỏ do chồng bà xây dựng.
Năm 1946 tại lâu đài này đã diễn ra Hội nghị Fontainebleau bàn về hòa bình cho Đông Dương giữa chính phủ Pháp và chính phủ Việt Nam Dân chủ Cộng hòa.
Năm 1981, lâu đài Fontainebleau gồm cung điện và công viên đã được UNESCO xếp hạng là Di sản thế giới.

## Kiến trúc
Lâu đài Fontainebleau có một hành lang (galerie) lớn dài tới 60 mét được trang trí bởi Rosso Fiorentino và có treo rất nhiều các bức họa vác các bức đắp nổi. Phòng khiêu vũ (salle de bal) của lâu đài có diện tích hơn 300 mét vuông với thiết kế lộng lẫy để đáp ứng cho các buổi yến tiệc của hoàng gia.
Công viên Fontainebleau có diện tích 115 héc ta. Tại đây từ năm 1606 đến năm 1609 vua Henri IV đã cho đào một con kênh dài 1,2 km để có thể tổ chức các buổi dạo mát bằng du thuyền. Một vườn hoa lớn được nhà làm vườn André Le Nôtre thiết kế tại đây vào thế kỉ 17.

## Hình ảnh

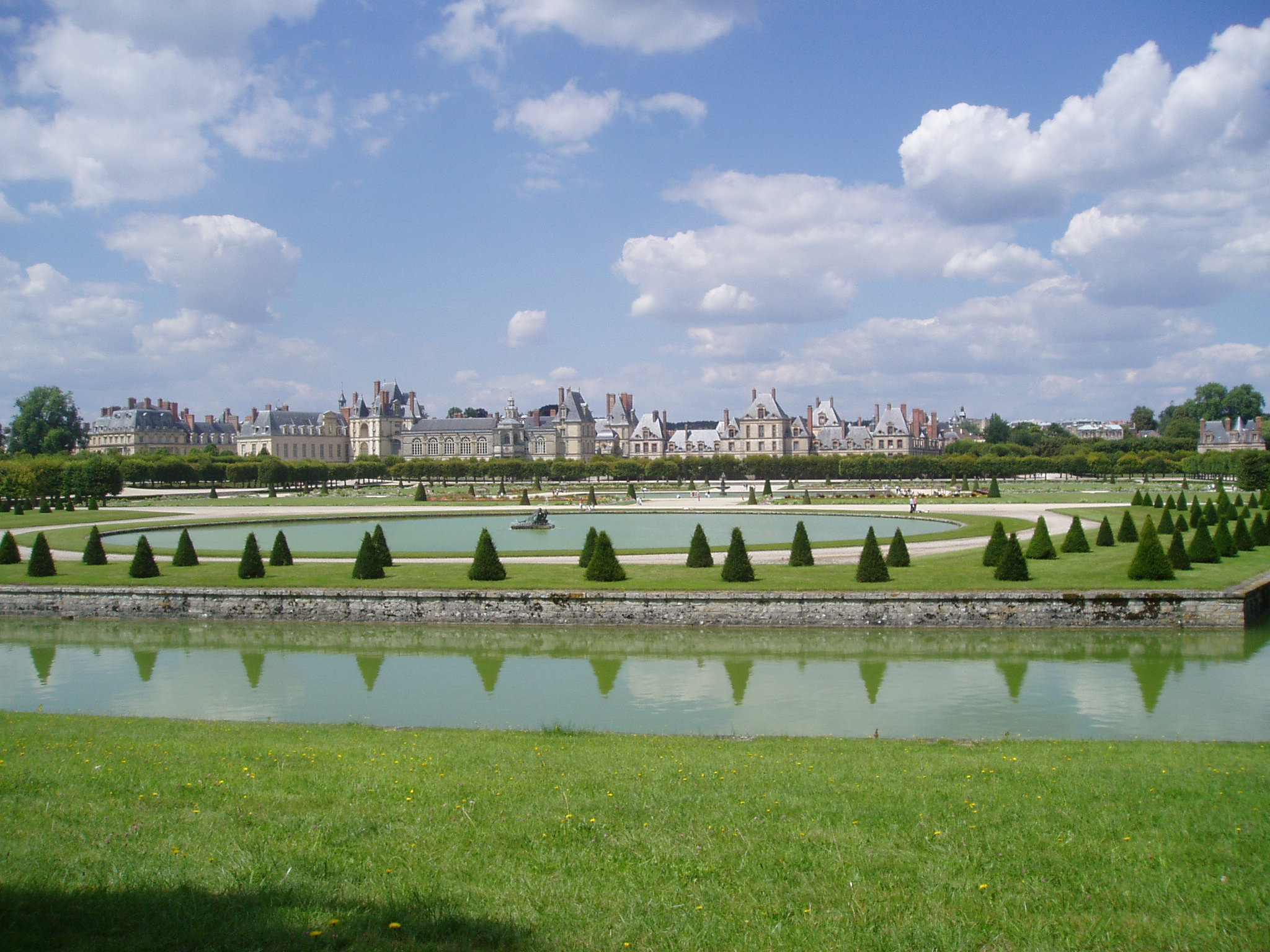
Lâu đài nhìn từ vườn hoa
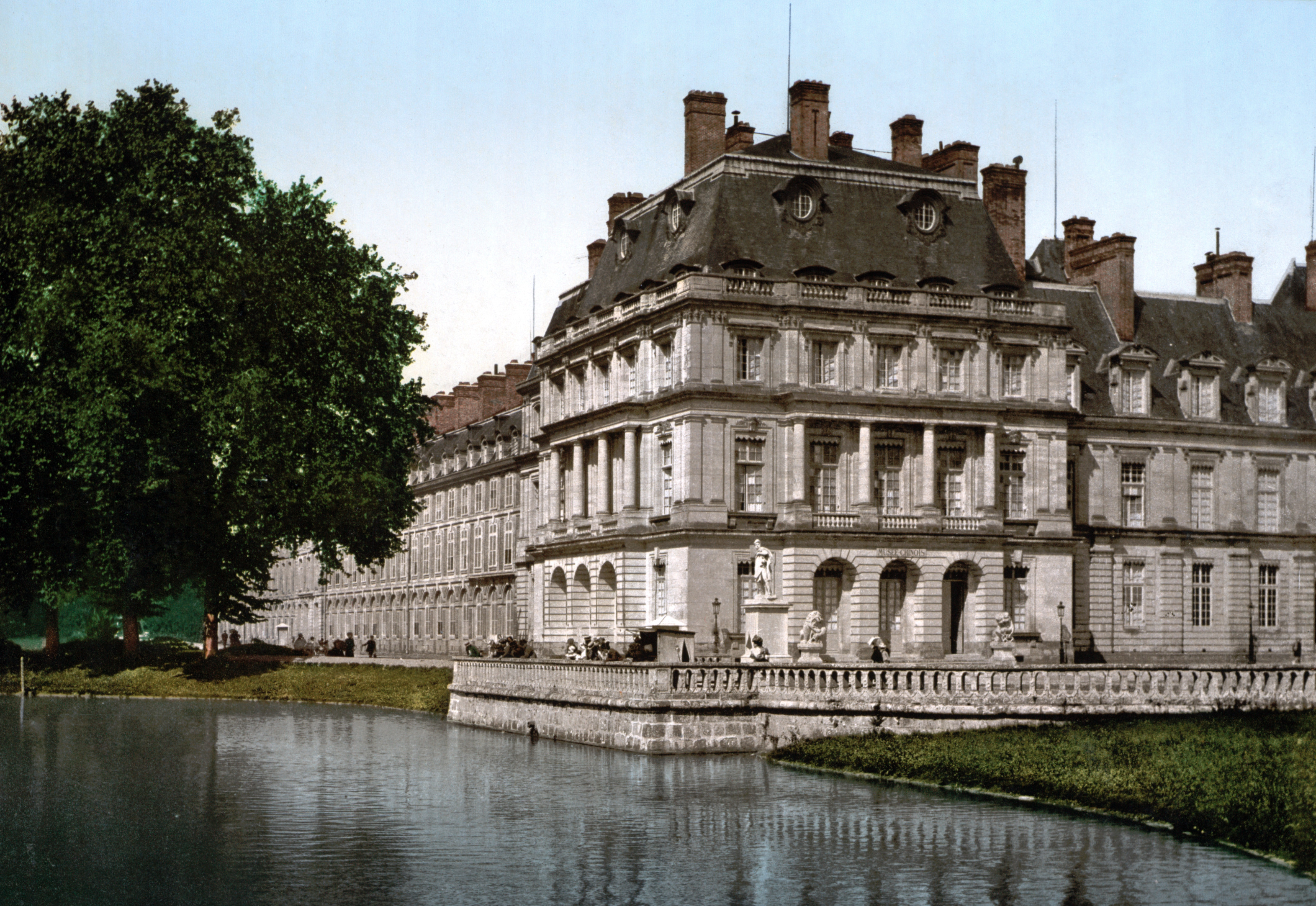
Lâu đài và hồ nước vào đầu thế kỉ 20
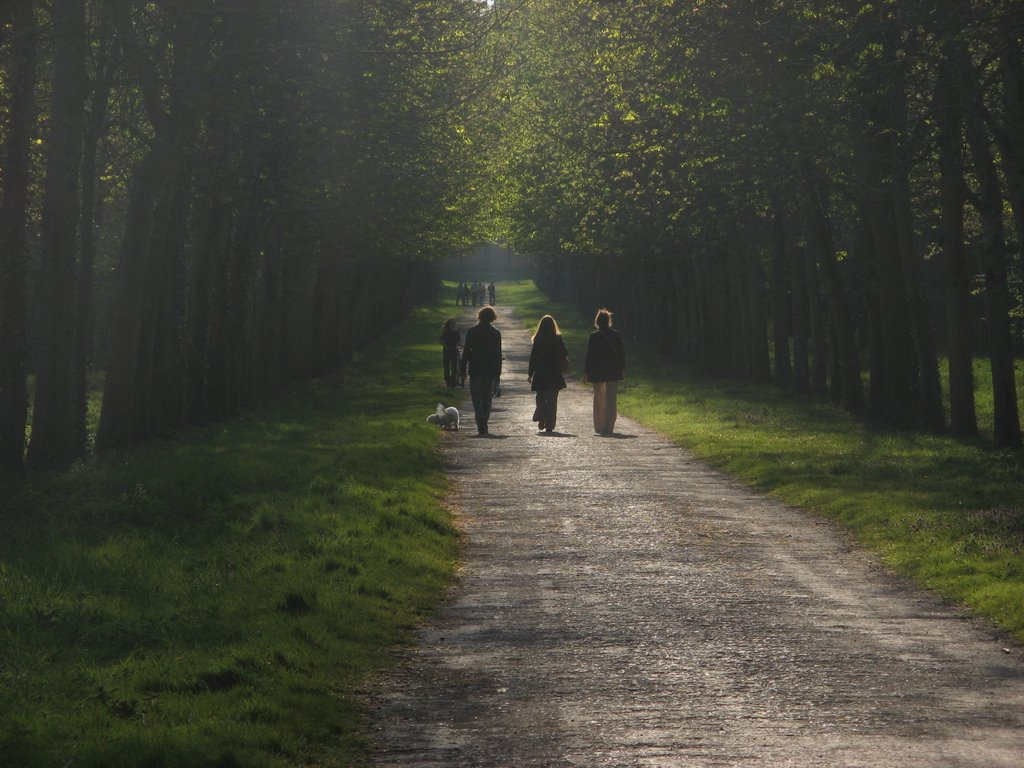
Công viên Fontainebleau
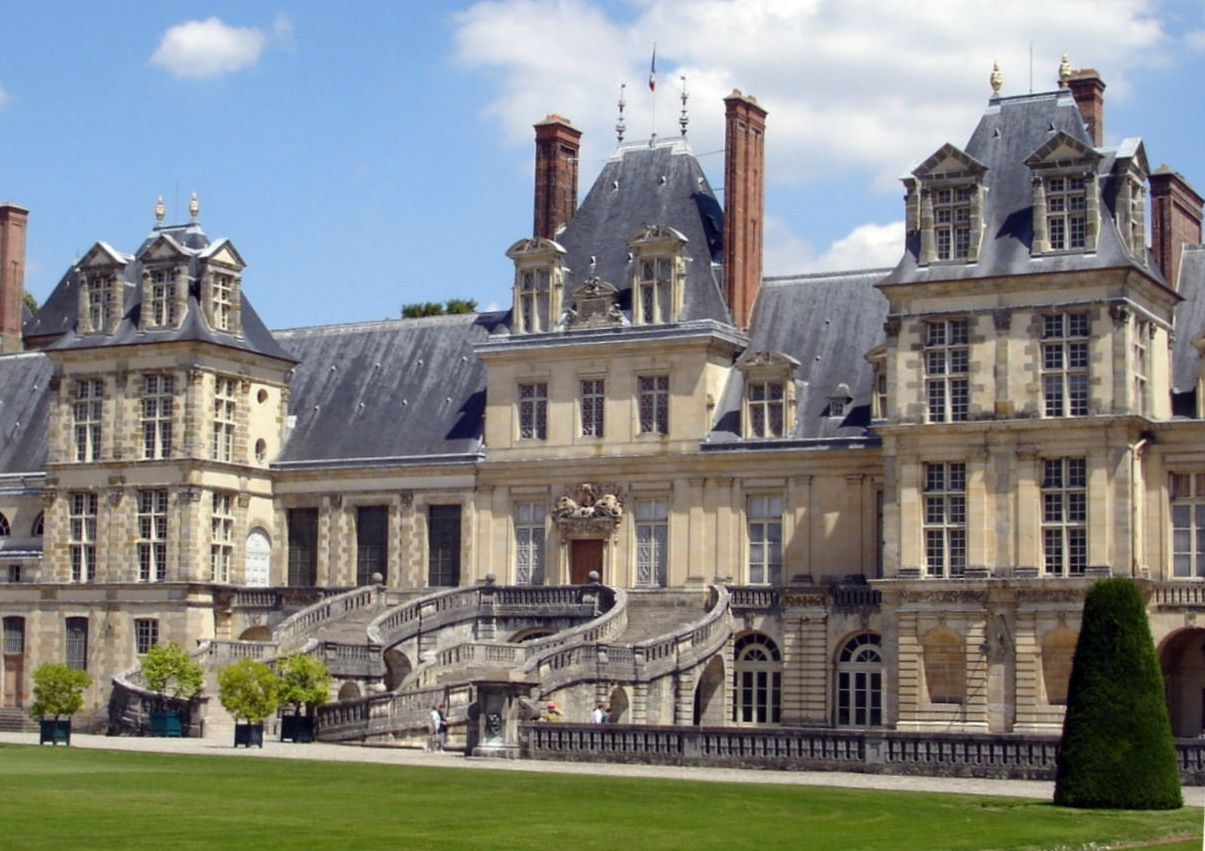
Cầu thang lớn
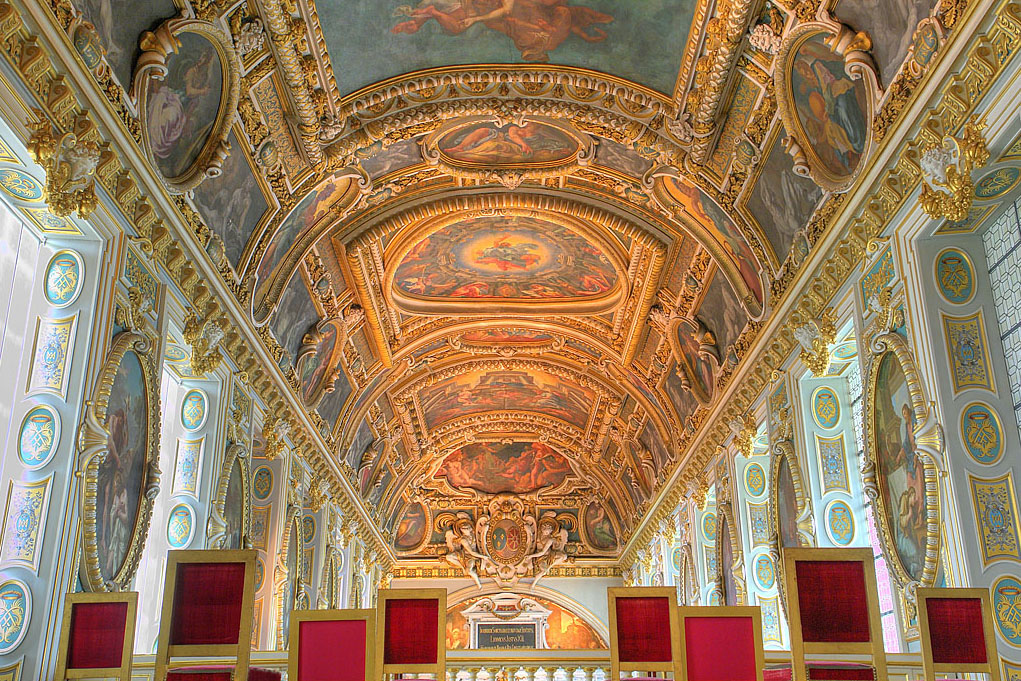
Trần nhà nguyện của lâu đài
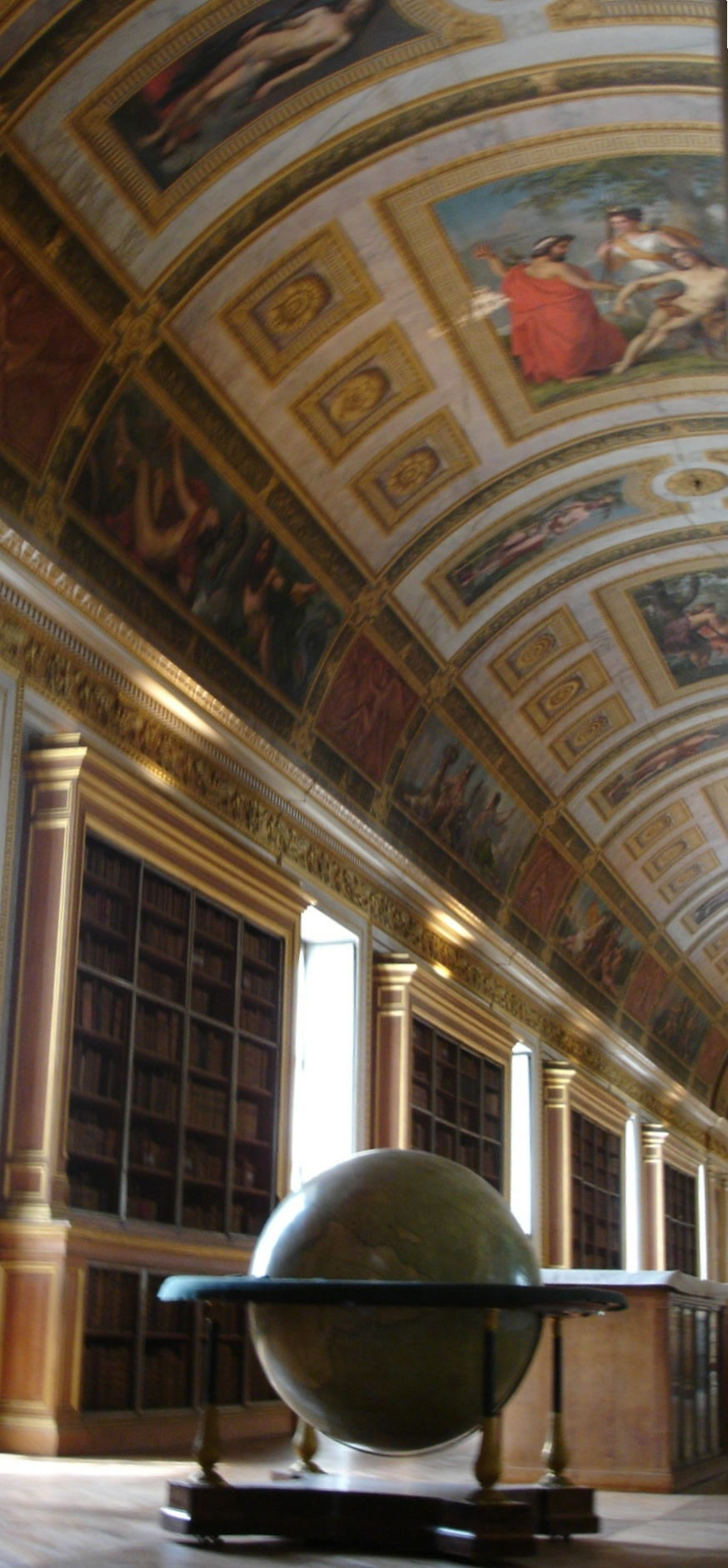
Thư viện lâu đài
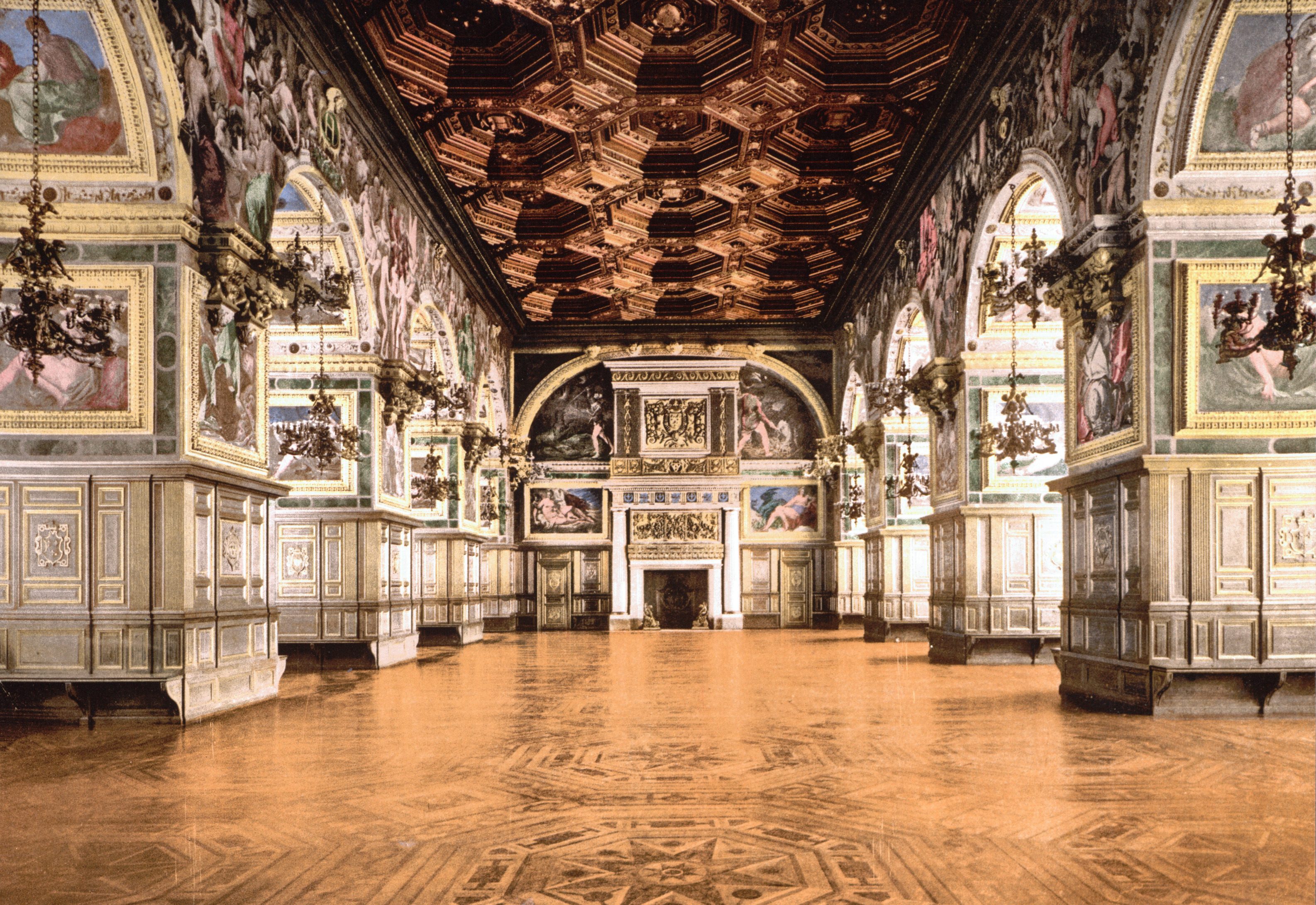
Phòng khiêu vũ
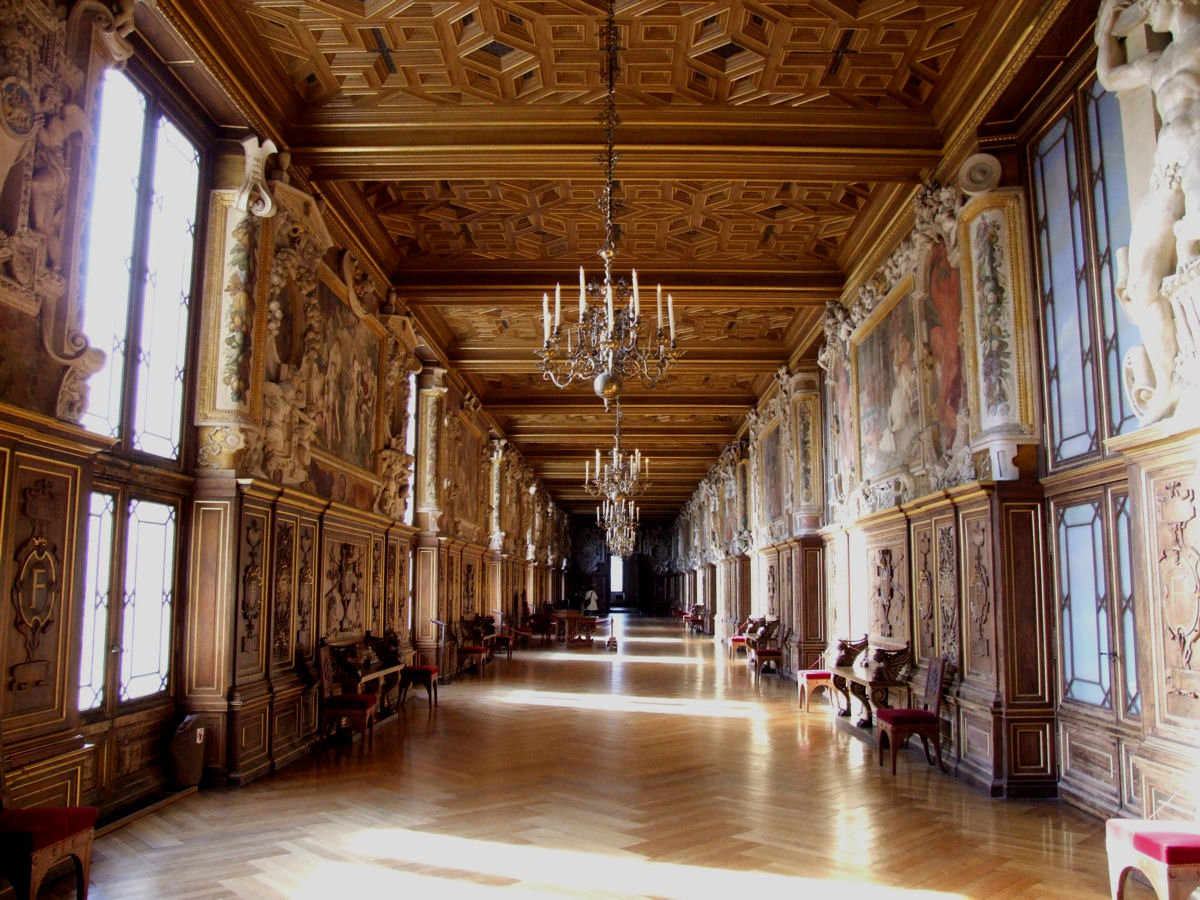
Hành lang François I